# Trouble Maker (EP)
《Trouble Maker》는 대한민국의 가수 김현아와 장현승의 합동 유닛 그룹 트러블메이커의 첫 번째 EP 음반이다. 타이틀곡은 〈Trouble Maker〉로 2011년 12월 2일 음반 출시와 함께 공개되었다.

## 수록곡
1. Trouble Maker
2. 듣기 싫은 말
3. Time (Feat. 라도) - 현아 솔로곡
4. 아무렇지 않니 - 현승 솔로곡